# واجیما، ایشیکاوا
واجیما در استان ایشیکاوا در کشور ژاپن واقع شده‌است که دارای جمعیت ۳۱٬۵۳۲ نفر و مساحت ۴۲۶٫۲۵ کیلومتر مربع با تراکم جمعیت ۷۴٫۰ نفر در کیلومترمربع است و در تاریخ ۱ فوریه ۲۰۰۶ به عنوان شهر شناخته شد.